# Księgi cerkiewne
Tradycja piśmiennictwa teologicznego w Kościołach wschodnich formowała się według kanonu opracowanego w Bizancjum i dzieliła na dwie grupy:
- pierwszą tworzyły księgi cerkiewne: ewangeliarze, apostoły i psałtyry, zaliczane do ścisłej grupy ksiąg liturgicznych, odpowiadające treścią Pismu Świętemu
- drugą stanowiły księgi ułożone na podstawie Starego i Nowego Testamentu oraz nauczań Ojców Kościoła, noszące nazwę ksiąg cerkiewno-liturgicznych: służebniki, czasosłowy, trebniki, knihi molitwiennych piesnij, oktoichy, mineje (misiaczna, obszcza, praznyczna), triody (postna, cwietna), typikony lub ustawy, irmołogiony i kartoniki.